# Karl Frey (Regisseur)
Karl Frey, Pseudonym Karl Fröhlich (* 20. Februar 1866 in Amberg; † 28. Juni 1950 in Bad Tölz), war ein deutscher Schauspieler, Regisseur sowie Bühnen- und Drehbuchautor.

## Leben
Karl Frey wurde als Sohn des Amberger Fotografen Ferdinand Frey und seiner Frau Mathilde, geb. Bechtle, am 20. Februar 1866 geboren. Er hatte drei Brüder namens Ferdinand, Anton und Ruppert. Zuerst wollte er Mönch werden und trat 1877 als Novize bei den Benediktinern in Weltenburg ein, aber er verließ diese schon nach kurzer Zeit.
Danach begann er als Theaterschauspieler zu arbeiten. Er wirkte als Hofschauspieler in München. Später war er Direktor der Leo-Filmgesellschaft. Er war Verfasser von Theaterstücken, hauptsächlich von Volksstücken, Schwänken und Lustspielen. Außerdem schrieb er Libretti für Operetten, bspw. für Der Dorfcaruso (1915) und Als der Großvater die Großmutter nahm (1917). Er lebte zuletzt in Bad Tölz.

## Werke (Auswahl)
- Der verkehrte Hof; Oberbayrisches Volksstück, 1906
- Der Stammhalter; Oberbayrisches Volksstück, 1907
- mit Wilhelm Hagen: Lieber bayrisch sterben, Erlangen, Th. Krische, 1907, 94 S.
- mit Adele Gaus-Bachmann: Millionenfieber, Regensburg; Habbel, 1908, 178 S. (Schwank in drei Akten)
- Herbstmanöver; Schwank, 1908
- Anno dazumal; Oberbayrisches Volksstück, 1909
- Die schöne Kreuzhofbäuerin; Volksstück, 1910
- Der letzte Postilion vom Tegernsee; Volksstück, 1911
- Der verdächtige Hut; Volksstück, 1915
- Der Sterndeuter; Volksstück, 1916
- Der Dorfgockel; Volksstück, 1917
- Platzl; Volksstück, 1936
- Weiberwirtschaft; Volksstück, 1937

## Filmografie
- 1917: Das Leben der heiligen Elisabeth
- 1919: Die Sumpflilie
- 1919: Das Fräulein von Scuderi
- 1919: Fabiola
- 1920: Spitzweg, der ewige Hochzeiter
- 1920: Papa Haydn
- 1920: Die Teufelsmühle
- 1920: Die arme Margret
- 1920: Der Bettler von Assisi
- 1921: Das Erbstück der Mutter
- 1922: Stürzende Götter